# 실비아 콜러리지
실비아 콜러리지(Sylvia Coleridge, 1909년 12월 10일 ~ 1986년 5월 31일)는 영국의 배우, 영화배우이다.
다르질링에서 태어났으며 런던에서 사망하였다.

## 영화
- 레베카 (1979년)
- 휴먼 팩터 (1979년)
- 테스 (1979년) - 더버빌 부인 역
- 오만과 편견 (1967년) - 캐서린 공작부인 역
- 더 웬즈데이 플레이 (1964년)